# 4. Panzerarmee
La 4ª Armata corazzata tedesca (4. Panzerarmee) venne costituita, con la denominazione originale di Panzergruppe 4, il 17 febbraio 1941, utilizzando in parte lo stato maggiore del XVI Panzerkorps, nel quadro del rafforzamento delle unità corazzate della Wehrmacht in vista dell'imminente Operazione Barbarossa contro l'Unione Sovietica. Al comando dell'esperto generale Erich Hoepner, questo potente raggruppamento corazzato, dotato di quasi 600 panzer divisi in tre Panzerdivision - 1., 6. e 8., venne assegnato al Gruppo d'armate Nord (feldmaresciallo Wilhelm Ritter von Leeb) con la missione di conquistare i Paesi Baltici e quindi dirigere su Leningrado.

## Operazione Barbarossa
Nonostante alcuni duri scontri iniziali con le poderose riserve corazzate sovietiche, il Panzergruppe 4 avanzò con grande rapidità, superando la Dvina e sfondando la linea difensiva sul fiume Luga. A metà settembre era ormai di fronte a Leningrado, quando l'ordine di Hitler e dell'OKH prescrisse il suo trasferimento al Gruppo d'armate Centro per rafforzare al massimo l'attacco finale su Mosca. Il gruppo corazzato prese parte, quindi, all'Operazione Tifone, e si spinse a nord della capitale (dopo aver brillantemente chiuso la sacca di Vjazma) per cercare di aggirarla completamente. Di fronte alla dura resistenza e al peggioramento del clima ogni ulteriore avanzata risultò impossibile e i primi di dicembre la controffensiva sovietica costrinse le sue Panzer-Division alla difensiva e poi alla ritirata. La battaglia invernale fu drammatica per la 4ª Armata corazzata (così ridenominata dal 1º gennaio 1942) che ebbe pesanti perdite di uomini e materiali. Lo stesso generale Höppner venne destituito da Hitler per aver ordinato un ripiegamento tattico non autorizzato.
Sopravvissuta all'inverno russo, la 4ª Armata corazzata, passata al comando dell'altrettanto esperto e capace generale Hermann Hoth, venne trasferita nel maggio 1942 nel settore meridionale del fronte orientale per partecipare (con il ruolo di ariete corazzato principale) alla nuova offensiva generale tedesca d'estate (Operazione Blu).

## Stalingrado
Il 28 giugno 1942 la 4ª Armata corazzata, potenziata con tre divisioni corazzate - 9., 11., 24. - e tre divisioni motorizzate - 3, 16. e Grossdeutschland - passava all'attacco nel settore di Kursk in direzione di Voronež. Seguirono nuove vittorie e nuove rapide avanzate, nonostante le confuse direttive dell'Alto Comando tedesco; dopo aver raggiunto Voronež, l'armata corazzata venne dirottata a sud e in un primo momento sembrò destinata al Caucaso. Invece,di fronte alle difficoltà incontrate dalla 6. Armee del generale Friedrich Paulus nel settore di Stalingrado, un gran parte dell'armata del generale Hoth venne diretta (alla fine di luglio 1942) verso la grande città sul Volga. Il 4 settembre le due armate si congiunsero a ovest di Stalingrado e cominciarono la battaglia frontale per conquistare la città, ferocemente difesa dalla 62ª Armata sovietica.
Impegnate nel settore meridionale, le divisioni della 4ª Armata corazzata, vennero progressivamente risucchiate nel vortice dei combattimenti strada per strada; tutte le truppe tedesche vennero raggruppate sotto il comando generale della 6ª Armata di Paulus e quindi il comando della 4ª Armata corazzata, a fine di settembre, venne ritirato e assegnato a coprire il settore a sud della città con alcune mediocri divisioni rumene e poche divisioni tedesche di riserva.
Al momento dell'Operazione Urano, le divisioni originarie della 4ª Armata corazzata ,arrivate di fronte a Stalingrado a settembre, vennero quindi coinvolte nella catastrofe e accerchiate insieme alle divisioni della 6ª Armata, mentre il comando del generale Hoth, rimasto fuori della sacca, assistette impotente al crollo delle divisioni rumene e ripiegò fortunosamente a sud (un quartier generale senza truppe).
Con il Quartier generale di Hoth, il feldmaresciallo Erich von Manstein organizzò una nuova 4ª Armata corazzata con l'afflusso di nuove divisioni corazzate per tentare di andare in soccorso delle truppe accerchiate. Durante l'inverno il generale Hoth avrebbe quindi guidato le sue Panzerdivision durante estenuanti combattimenti, prima nell'Operazione Tempesta Invernale (che sarebbe fallita alla fine di dicembre), poi nei combattimenti difensivi per coprire Rostov e favorire il ripiegamento del Gruppo d'Armate 'A' dal Caucaso.
L'abilità del comando e delle truppe riuscì a ritardare l'avanzata sovietica; infine l'armata di Hoth ritornò a nord del Don e guidò in febbraio-marzo (rinforzata con il Panzerkorps-SS proveniente dalla Francia) la controffensiva tedesca che avrebbe condotta alla brillante e insperata vittoria della Terza battaglia di Char'kov.

## La battaglia di Kursk e la grande ritirata
Dopo la lunga pausa di primavera, la 4ª Armata corazzata, sempre guidata dal generale Hoth, venne potenziata al massimo per la prevista Operazione Cittadella. In questa occasione l'armata contava tre divisioni di Panzergrenadieren SS e tre panzerdivision a pieno organico (oltre 800 carri armati). La successiva battaglia di Kursk (5-23 luglio 1943) fu durissima, l'armata inflisse pesanti perdite alle forze sovietiche ma, estenuata dai durissimi scontri e sfiancata dall'afflusso di continue riserve corazzate sovietiche non riuscì ad ottenere un risultato decisivo e dovette interrompere la sua offensiva.
Nella successiva battaglia difensiva d'estate l'armata corazzata, sempre più indebolita, continuò a battersi coraggiosamente ma dovette ripiegare lentamente verso il Dniepr. La battaglia di Kiev fu una grande sconfitta per la 4ª Armata corazzata (peraltro in quel momento molto scarsa di carri armati); le sue forze furono sorprese e sconfitte, Hoth venne destituito e sostituito dal generale Erhard Raus.
Dopo una nuova ritirata, l'armata venne finalmente potenziata con nuove Panzerdivision e riuscì con abilità a contrattaccare ancora una volta riprendendo Žitomir (novembre 1943).

## Ultime battaglie
L'ultimo anno di guerra avrebbe visto la IV Armata corazzata sempre impegnata sul fronte orientale, prima nel settore dell'Ucraina occidentale (Tarnopol e Kovel), poi in Volinia (battaglie di Leopoli e Lublino ) dove venne pesantemente sconfitta dalle armate corazzate sovietiche; infine (nel gennaio 1945) in Polonia e Slesia.
Nell'aprile 1945, ridotta solo ad un'ombra della potente unità che era stata, la 4ª Armata corazzata combatté sull'Oder a sud delle difese principali di Berlino e dopo una onorevole resistenza dovette ripiegare ancora di fronte alle armate russe fino a raggiungere l'Elba per arrendersi l'8 maggio 1945 alle truppe americane provenienti da ovest.
Comandanti in Capo
- Generaloberst Erich Hoepner (1 .01. 1942 - 8 .01. 1942), già comandante del 4. Panzergruppe dal 17 .02.1941.
- Generaloberst Richard Ruoff (8 .01. 1942 - 31.05. 1942)
- Generaloberst Hermann Hoth (31.05. 1942 - 26.11. 1943)
- Generaloberst Erhard Raus (26.11. 1943 - 18.05. 1944)
- Generaloberst Josef Harpe (18.05. 1944 - 28.06. 1944)
- General der Panzertruppe Walther Nehring (28.06.1944 - 5.08. 1944)
- General der Panzertruppe Hermann Balck (5 .08.1944 - 21.09. 1944)
- General der Panzertruppe Fritz-Hubert Gräser (21 .09. 1944 - 8 .05.1945)

Capi di Stato Maggiore
- Oberst Walter Chales de Beaulieu (1 .01. 1942 - 8 .01.1942)
- Generalmajor Hans Röttiger (8 .01. 1942 - 27 .04.1942)
- Generalmajor Julius von Bernuth (27.04. 1942 - 12 .07. 1942)
- Generalleutnant Friedrich Fangohr (15.07. 1942 - 15 .06. 1944)
- Oberst Georg Schulze-Büttger (15 .06. 1944 - 20.08. 1944)
- Oberst Friedrich-Wilhelm von Mellenthin (20 .08. 1944 - 11 .09. 1944)
- Oberst Christian Müller (11.09. 1944 - 25 .01.1945)
- Generalmajor Wilhelm Knüppel (25.01.1945 - 8.05. 1945)